# Lijst van burgemeesters van Oldebroek
Dit is een lijst van burgemeesters van de Nederlandse gemeente Oldebroek in de provincie Gelderland.
| Ambtsperiode | Naam burgemeester                               | Partij of stroming | Bijzonderheden                                                                                                  |
| ------------ | ----------------------------------------------- | ------------------ | --- |
| 1811 - 1817  | Frederik Adolf baron van Spaen van Schouwenburg |                    | |
| 1818 - 1834  | Dries Hoefhamer                                 |                    | |
| 1834 - 1838  | Johannes Gerardus Luijken Glashorst             |                    | |
| 1838 - 1840  | Sebastiaan Jeremias Johannes Henricus Smits     |                    | |
| 1840 - 1851  | mr. Henricus Boonzaaijer van Jeveren            |                    | |
| 1851 - 1881  | mr. Carel Johan Righard Nobel                   |                    | |
| 1882 - 1891  | P.H.C. Heitinga                                 |                    | |
| 1891 - 1913  | Jhr. F.F.F.Z. van Asch van Wijck                |                    | voorheen burgemeester van Zweeloo                                                                               |
| 1913 - 1934  | mr. M.P.D. baron van Sytzama                    |                    | voorheen burgemeester van Groenlo en Doornspijk                                                                 |
| 1934 - 1946  | Albert (A.) Bakker                              | ARP                | voorheen burgemeester van Koudekerke                                                                            |
| 1947 - 1977  | J.H. Luiting Maten                              | ARP                | voorheen burgemeester van Oegstgeest en Rhenen (waarnemend) en aansluitend burgemeester van Elburg (waarnemend) |
| 1977 - 1992  | Ton (A.C.Ph.) Hardonk                           | SGP                | voorheen burgemeester van Nieuw-Lekkerland en aansluitend burgemeester van Barneveld                            |
| 1992 - 2010  | Wim (W.L.) Zielhuis                             | CDA                | |
| 2010 - 2011  | Hermen (H.G.) Overweg                           | PvdA               | waarnemend; voorheen burgemeester van Diever en Doesburg                                                        |
| 2011 - 2018  | Adriaan (A.) Hoogendoorn                        | CU                 | voorheen gemeentesecretaris van Waddinxveen en aansluitend burgemeester van Midden-Groningen                    |
| 2018 - 2019  | Janneke (J.F.) Snijder-Hazelhoff                | VVD                | waarnemend; voorheen waarnemend burgemeester van Bellingwedde en Tweede Kamerlid                                |
| 2019 - heden | T.H. (Tanja) Haseloop-Amsing                    | VVD                | voorheen gemeenteraadslid en fractievoorzitter VVD van Westerkwartier                                           |

## Bron
- Streekarchivariaat Noordwest-Veluwe